# Paul-Émile Duboy

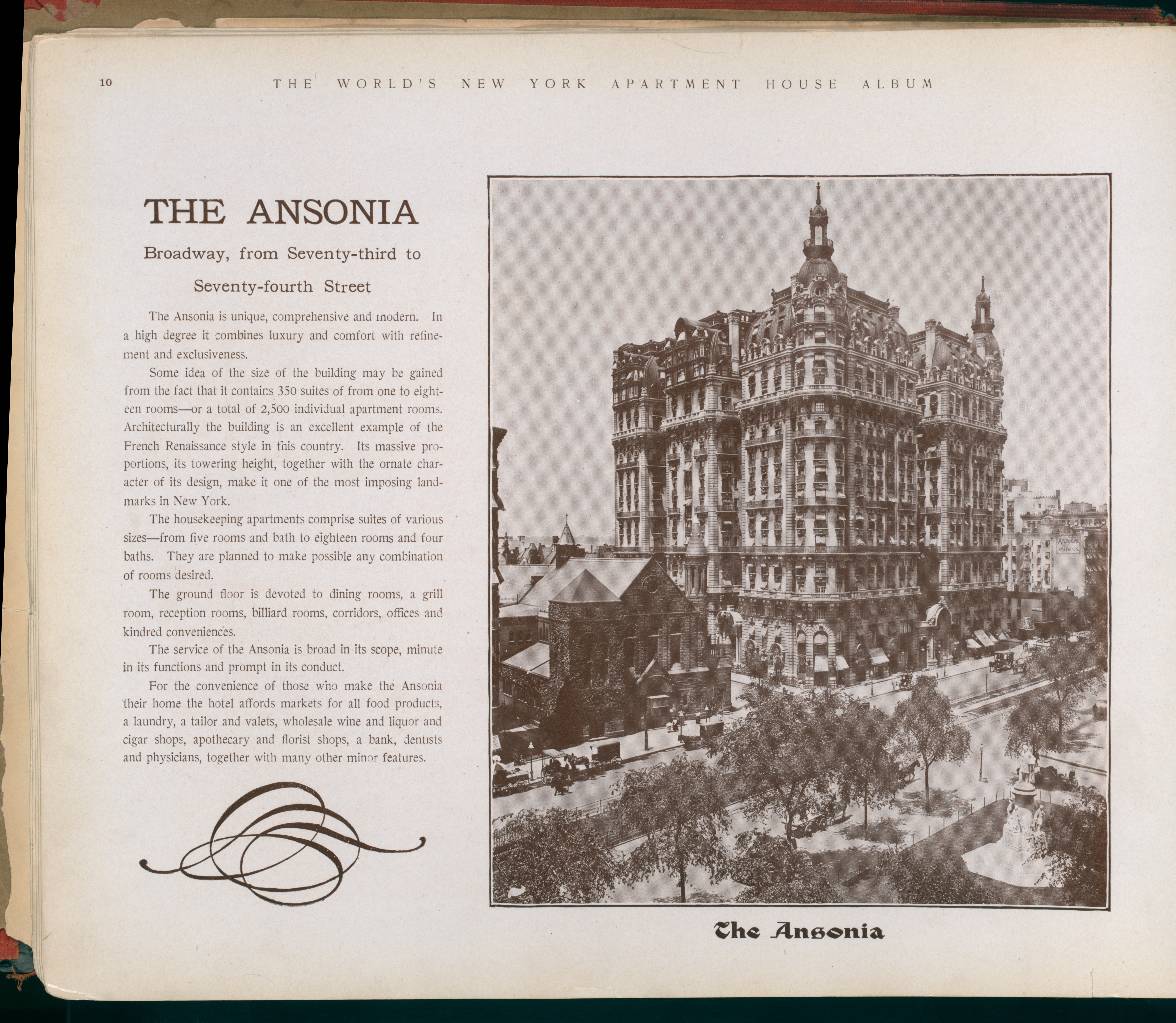
The Ansonia

Paul-Émile Duboy (Paris, 10 juin 1857 - Saint-Maurice, 20 novembre 1907) était un architecte français actif à la fin du XIXe siècle et au début du XXe siècle. Il est principalement connu pour son travail sur l'hôtel The Ansonia à New York, un chef-d'œuvre de l'architecture Beaux-Arts,,.

## Biographie

### Naissance et formation
Issu d'une famille des Pyrénées Atlantiques, Paul-Émile Duboy est né en 1857 à Paris. Il a étudié l'architecture à l'École des Beaux-Arts de Paris, une institution réputée pour former certains des architectes les plus talentueux de l'époque. Sous la tutelle de professeurs influents, Duboy a acquis une solide formation en architecture classique et Beaux-Arts.

### Carrière
Après avoir complété sa formation, Duboy a commencé sa carrière en France avant de s'établir à New York, où il a travaillé sur plusieurs projets notables. Sa carrière a été marquée par une approche créative et innovante, intégrant des éléments de design français à l'architecture américaine en pleine expansion.

### Décès
Paul-Émile Duboy est décédé en 1907, mais son héritage continue de vivre à travers ses œuvres architecturales emblématiques.

## Œuvre principale
L'œuvre la plus célèbre de Paul-Émile Duboy est l'hôtel Ansonia, situé sur Broadway entre les 73e et 74e rues à New York. Construit entre 1899 et 1904, cet hôtel de luxe est un exemple remarquable du style Beaux-Arts.
L'hôtel Ansonia est connu pour ses caractéristiques architecturales distinctives, y compris ses tours en forme de coupole, ses balcons ornés, et sa façade richement décorée. À l'intérieur, l'hôtel offrait des aménagements luxueux pour l'époque, y compris des ascenseurs hydrauliques, un système de chauffage central, et même une ferme sur le toit pour fournir des produits frais aux résidents.

## Autres œuvres
Duboy réalise le monument en mémoire des soldats et marins sur Riverside Drive à New York en 1900, avec Stoughton & Stoughton, les Hôtels Sloane et Louis Stern, ainsi que des constructions particulières à New York. Il obtient le second Prix au concours pour le Memorial Arch, New York Columbian Celebration en 1892, avec Franklin Crosby Butler (1864-1924). Il expose à l'Architectural League of New York en 1893 et présente de nombreux projets dont :
- Competitive Design for Memorial Arch, New York Columbian Celebration, avec Butler, en 1896,
- Design for a Music-Room, avec Butler; Design for a City House, avec Butler, en 1898,
- The French Hospital, New York City, Competition Drawings, avec C. W. et A. A. Stoughton; Newark City Hall  Competition, Front Elevation, avec William P. O'Rourke, J. W. Kearney, Draughstman,
- Club-house for the Federation of Women's Clubs, avec Louis E. Jallade.

Paul-Emile Duboy fut membre de l'Architectural League of New York de 1891 jusqu'à son décès.

## Influence et héritage
L'influence de Paul-Émile Duboy sur l'architecture américaine est notable, en particulier dans le contexte de l'architecture résidentielle de luxe. L'hôtel Ansonia reste un monument important de l'histoire architecturale de New York, célébré pour son design audacieux et son élégance intemporelle.
L'Ansonia a accueilli de nombreux résidents célèbres au fil des ans, ajoutant à son prestige et à son histoire. Il continue d'être une attraction majeure pour les amateurs d'architecture et les historiens. Voici quelques-unes des figures notables qui ont séjourné ou résidé à l'Ansonia :
1. Enrico Caruso - Le célèbre ténor italien y a vécu pendant une grande partie de sa carrière[8],[9].
2. Florence Foster Jenkins - La mondaine et chanteuse amateur américaine, connue pour ses performances excentriques[10],[11].
3. Babe Ruth - La légende du baseball américain a également séjourné à l'Ansonia[12],[8].
4. Igor Stravinsky - Le compositeur russe a résidé à l'Ansonia, y trouvant un lieu inspirant pour son travail[13],[14].
5. Arturo Toscanini - Le célèbre chef d'orchestre italien[15],[16].
6. Theodore Dreiser - L'écrivain et journaliste américain, connu pour ses romans naturalistes[17],[16].
7. Ezra Pound - Le poète américain a également résidé à l'Ansonia[18],[19].
8. Elmer Rice - Le dramaturge et réalisateur américain[20].
9. Gilda Radner - La comédienne et actrice, membre originale de Saturday Night Live[21],[22].
10. Angela Lansbury - L'actrice britannique, connue pour son rôle dans Murder, She Wrote[23],[24].

Ces résidents ont contribué au mythe de l'Ansonia, faisant de l'hôtel un lieu emblématique de la culture de New York.
Bernard Duboy est le petit-neveu de l'architecte Paul-Émile Duboy et il s'est consacré à préserver et à promouvoir l'héritage de son grand-oncle. Son engagement a contribué à faire connaître l'œuvre de Paul-Émile Duboy au grand public et à la communauté architecturale.